# Luke Greenbank
Luke Greenbank (født 17. september 1997) er en britisk svømmer, der har specialiseret sig i rygcrawl.
I 2021 repræsenterede han Storbritannien ved sommer-OL 2020 i Tokyo, Japan, hvor han vandt en sølvmedalje med 4×100 meter medley stafethold.